# Józef Chojnacki
Józef Chojnacki (ur. 9 lutego 1913 w Zakopanem, zm. 25 lipca 1975 w Krakowie) – polski chemik, specjalizujący się w dziedzinie krystalografii, profesor AGH i UJ, członek Komisji Krystalografii PAN.

## Życiorys
W 1939 roku przeniósł się do Lwowa, na Uniwersytet Jana Kazimierza, gdzie zajmował się rentgenografią. Przed II wojną światową współpracował z prof. Ludwikiem Chrobakiem, kierownikiem Zakładu Krystalograficznego na Wydziale Matematyczno-Przyrodniczym Uniwersytetu Jana Kazimierza we Lwowie.
W czasie okupacji niemieckiej był asystentem prof. Rudolfa Weigla w Instytucie dla Badania Tyfusu Plamistego. W 1944 roku wrócił do Krakowa. Podjął prace w fabryce sody „Solway” oraz włączył się do tajnego nauczania jako wykładowca chemii nieorganicznej w Studium Farmaceutycznym.
Po zakończeniu wojny pracował w Akademii Górniczo-Hutniczej w Krakowie. W roku 1946 został adiunktem profesora Władysława Łoskiewicza (1891–1956) – metaloznawcy, autora m.in. książki „Zarys metalurgii i przeróbki plastycznej”. Prowadził badania metalograficzne i krystalograficzne. W następnych latach pełnił w AGH funkcję kierownika Zakładu Rentgenografii Metali. Od roku 1956 był kierownikiem Katedry Krystalochemii i Krystalofizyki na Uniwersytecie Jagiellońskim.
Poza uczelnią J. Chojnacki działał w Komisji Krystalografii Polskiej Akademii Nauk. Był członkiem sekcji Krystalografii Fizycznej i Defektów w Kryształach, współpracującej z Instytutem Fizyki PAN i Polskim Towarzystwem Fizycznym. Komisja Krystalografii m.in. organizowała specjalistyczne szkoły letnie, takie jak np. I Letnia Szkoła Rentgenografii Strukturalnej (Ustroń, wrzesień 1967) i kolejne Szkoły Krystalografii (z udziałem specjalistów zagranicznych).
Został pochowany na cmentarzu Rakowickim

## Publikacje (wybór)
Józef Chojnacki jest autorem licznych prac naukowych i podręczników akademickich, m.in.:
- 1937 – Sur les taches vergées des radiogrammes de Laue (wsp. Ludwik Chrobak)[4],
- 1937 – Über die gestreiften Laue-Interferenzflecke (wsp. Ludwik Chrobak)[5],
- 1939 – Über die Modifikationen des Biacens, C24, Tom 16[8],
- 1952 – Podstawowe wiadomości z krystalografii: Krystalografia geometryczna i fizyczna[9],
- 1960 – Rentgenografia metali[10],
- 1961 – Krystalografia chemiczna i fizyczna[11],
- 1966 – Metalografia strukturalna[12],
- 1971 – Elementy krystalografii chemicznej i fizycznej[13],
- 1973 – Elementy krystalografii chemicznej i fizycznej[14],
- 1979 – Základy chemické a fyzikální krystalografie[15].